# Bonamia peruviana
Bonamia peruviana là một loài thực vật có hoa trong họ Bìm bìm. Loài này được Ooststr. mô tả khoa học đầu tiên năm 1933.